# 7 Studios
7 Studios — колишня американська компанія, яка спеціалізувалася на розробці відеоігор, заснована 1999 року. Офіс компанії знаходиться у Лос-Анджелесі, штат Каліфорнія. Компанія відома тим, що розробила декілька відеоігор по мотивах фільмів Фантастична четвірка та Шрек III. 6 квітня 2009 року була придбана видавцем відеоігор, компанією Activision. В лютому 2011 року компанія 7 Studios була повністю закрита.

## Розроблені відеоігри
| Рік випуску | Назва                                                | Жанр(-и)           | Платформа(-и)                     | Видавець(-і)                 |
| ----------- | ---------------------------------------------------- | ------------------ | --------------------------------- | ---------------------------- |
| 2002        | Legion: The Legend of Excalibur                      | Бойовик            | PlayStation 2                     | Midway Games                 |
| 2002        | Defender                                             | Шутер              | PlayStation 2                     | Midway Games                 |
| 2003        | Charlie's Angels: Angel X                            | Бойовик            | Microsoft Windows                 | Sony Online Entertainment    |
| 2005        | Fantastic Four                                       | Бойовик            | PlayStation 2, Xbox, GameCube     | Activision                   |
| 2006        | The Sopranos: Road to Respect                        | Бойовик            | PlayStation 2                     | THQ                          |
| 2006        | Pirates of the Caribbean: The Legend of Jack Sparrow | Бойовик            | PlayStation 2, Microsoft Windows  | Bethesda Softworks           |
| 2007        | Napoleon Dynamite: The Game                          | Бойовик            | PlayStation Portable, Nintendo DS | Crave Entertainment          |
| 2007        | Shrek the Third                                      | Бойовик            | Xbox 360, Microsoft Windows       | Activision                   |
| 2007        | Fantastic Four: Rise of the Silver Surfer            | Бойовик            | Wii, PlayStation 2, Nintendo DS   | 2K Games                     |
| 2008        | Fun Park Party                                       | Бойовик/платформер | Nintendo DS                       | Crave Entertainment          |
| 2008        | George of the Jungle and the Search for the Secret   | Мінігра            | Wii, Nintendo DS                  | Brash Entertainment, Ubisoft |
| 2009        | Space Camp                                           | Мінігра            | Wii, Nintendo DS                  | Activision                   |